# Leptocroca actinipha
Leptocroca actinipha är en fjärilsart som beskrevs av Oswald Beltram Lower 1901. Leptocroca actinipha ingår i släktet Leptocroca och familjen praktmalar, Oecophoridae. Inga underarter finns listade i Catalogue of Life.